# Górniak (rodzaj ssaków)
Górniak (Aepeomys) – rodzaj ssaków z podrodziny bawełniaków (Sigmodontinae) w obrębie rodziny chomikowatych (Cricetidae).

## Rozmieszczenie geograficzne
Rodzaj obejmuje gatunki występujące endemicznie w Wenezueli.

## Morfologia
Długość ciała (bez ogona) 104–125 mm, długość ogona 114–142 mm, długość ucha 18–21 mm, długość tylnej stopy 20–30 mm; masa ciała 30–44,5 g.

## Systematyka
Rodzaj zdefiniował w 1898 roku angielski zoolog Oldfield Thomas w artykule zatytułowanym O siedmiu nowych małych ssakach z Ekwadoru i Wenezueli, opublikowanym w czasopiśmie „The Annals and magazine of natural history”. Gatunkiem typowym jest (oryginalne oznaczenie) górniak oliwkowy (A. lugens). 

### Etymologia
Aepeomys: gr. αιπος aipos, αιπεος aipeos ‘wysokość, szczyt’; μυς mus, μυος muos ‘mysz’.

### Podział systematyczny
Do rodzaju należą następujące gatunki:
| Grafika | Gatunek         | Autor i rok opisu                        | Nazwa zwyczajowa | Podgatunki         | Rozmieszczenie geograficzne                                  | Podstawowe wymiary                                | Status IUCN |
| ------- | --------------- | ---------------------------------------- | ---------------- | ------------------ | ------------------------------------------------------------ | ------------------------------------------------- | ----------- |
|         | Aepeomys lugens | (O. Thomas, 1896)                        | górniak oliwkowy | gatunek monotypowy | Cordillera de Mérida; zakres wysokości: 1990–3500 m n.p.m.   | DC: 11–11,9 cm DO: 11,4–12,7 cm MC: 30–44 g       | LC          |
|         | Aepeomys reigi  | Ochoa, Aguilera, Pacheco & Soriano, 2001 | górniak brunatny | gatunek monotypowy | Andy w Trujillo i Lara; zakres wysokości: 1600–3230 m n.p.m. | DC: 10,4–12,5 cm DO: 11,6–14,2 cm MC: brak danych | VU          |

Kategorie IUCN:  LC  – gatunek najmniejszej troski,  VU  – gatunek narażony.